# Iris Wagner
Iris Wagner (Bayreuth, 12 de junio de 1942-Berlín, 9 de enero de 2014) fue una escritora, traductora, pintora y cineasta alemana, primogénita de Wieland Wagner y bisnieta de Richard Wagner.
Fue la primogénita del matrimonio del director escénico Wieland Wagner y la coreógrafa Gertrude Reisinger. Nació durante el apogeo del nazismo, en Bayreuth, ciudad famosa por ser la sede del Festival de Bayreuth, dedicado íntegramente a la música de Wagner. Su infancia transcurrió en Wahnfried, hoy Museo Richard Wagner, junto a sus hermanos menores Siegfried, Wolf, Nike y Daphne.
Vivió apartada de la complicada sucesión de la familia Wagner en la administración del festival y mantuvo pésimas relaciones con su tío Wolfgang Wagner, entonces director del festival, quien la apartó del clan familiar.
Estudió en Tubinga y vivió en Berlín, donde falleció enferma de cáncer.
Tradujo al alemán obras de Doris Lessing y las cartas de Sylvia Plath.